# Żukiewicze (kolonia)
Żukiewicze (biał. Жукевічы, ros. Жукевичи) – dawna kolonia na Białorusi, w obwodzie grodzieńskim, w rejonie grodzieńskim w sielsowiecie Kopciówka. Leżała nad Niemnem, około 3 km na wschód od wsi Żukiewicze. Obecnie znajdują się tu ogródki działkowe Sadowoje Towariszczestwo "Prinemajeskoje" (Садовое товарищество "Принемаеское").
W dwudziestoleciu międzywojennym miejscowość leżała w Polsce, w województwie białostockim, w powiecie grodzieńskim, początkowo w gminie Massalany, a od 19 lipca 1922 w gminie Hornica. 16 października 1933 utworzyła gromadę Żukiewicze kol. w gminie Hornica. Po II wojnie światowej weszła w struktury ZSRR.